# Kurt Jara
Kurt Jara (* 14. Oktober 1950 in Innsbruck) ist ein ehemaliger österreichischer Fußballspieler und -trainer.

## Karriere
Seine Karriere begann der Mittelfeldspieler beim Innsbrucker SK, von wo er 1968 zum FC Wacker Innsbruck in die höchste Spielklasse wechselte. 1973 wechselte er nach Spanien zum FC Valencia, bevor er von 1975 bis 1980 für den MSV Duisburg spielte. Anschließend spielte er eine Saison für den FC Schalke 04 und von 1981 bis 1985 bei den Grasshoppers Club Zürich.
In der deutschen Bundesliga bestritt er 160 Spiele für den MSV Duisburg und 31 Spiele für den FC Schalke 04. Sein größter Erfolg war das Erreichen des UEFA-Pokal-Halbfinales mit dem MSV Duisburg im Jahr 1979.
Als österreichischer Nationalspieler nahm er an den Weltmeisterschafts-Endrunden 1978 in Argentinien und 1982 in Spanien teil. In 59 Länderspielen erzielte Kurt Jara 14 Tore. Sein Teamdebüt gab er am 11. Juli 1971 in einem Freundschaftsspiel gegen Brasilien in São Paulo, wobei er in der 51. Spielminute den 0:1-Pausenrückstand (zum 1:1-Endstand) ausglich und (lt. Bericht der „Arbeiterzeitung Wien“ vom 13. Juli 1971) „Verwirrung in der verwundbaren brasilianischen Abwehr stiftete“.
Ebenso spektakulär wie sein Teamdebüt verlief sein Teamcomeback. Nach der WM 1982 spielte er nicht in der österreichischen Nationalmannschaft. Im November 1984 konnte er, bereits 34 Jahre alt, in die österreichische Nationalmannschaft zurückkehren, da nach der 3:1-Niederlage gegen Ungarn in der Weltmeisterschaftsqualifikation die Nationalmannschaft verstärkt werden musste. Er wurde vom Teamchef Erich Hof gegen Holland einberufen, um als zweiter Spielmacher neben Herbert Prohaska das Spiel zu gestalten. Er konnte jedoch nicht nur, wie es Hof erwartete, dazu beitragen, das Spiel zu ordnen, sondern es gelang ihm auch der entscheidende Treffer zum 1:0.
Seine Trainerlaufbahn begann er 1986 in der Schweiz bei Grasshoppers Zürich. Weitere Trainerstationen in der Schweiz waren FC St. Gallen (1988–91) und FC Zürich (1991–94). In der Saison 1994/95 war er Trainer des österreichischen Clubs VfB Mödling. Weitere Trainerstationen waren der griechische Verein AO Xanthi (1996–97), APOEL Nikosia (Zypern, 1997–98) und FC Tirol Innsbruck (1999–2001), wo er mit seinem Heimatverein zum ersten Mal nach zehn Jahren den Titel wieder nach Innsbruck brachte, was ihm auch in den zwei folgenden Jahren gelang, und auch international große Erfolge waren den Innsbruckern wieder beschert. Von Oktober 2001 bis Oktober 2003 war Kurt Jara Trainer des Hamburger SV, von Februar 2004 bis April 2005 trainierte er den 1. FC Kaiserslautern; beide Vereine entließen Jara wegen Erfolglosigkeit. Von Juli 2005 bis zum Ende der Saison 2005/06 war er bei FC Red Bull Salzburg beschäftigt. Am 19. Mai 2006 wurde er beurlaubt und anschließend durch das neue Trainerduo Giovanni Trapattoni und Lothar Matthäus abgelöst (der Red-Bull-Chef Dietrich Mateschitz hatte dem Ex-Teamspieler damals wegen „Ungereimtheiten bei Spielertransfers“ die Tür gewiesen).
2007 beschränkte sich die Betreuer-Aktivität Jaras auf Auftritte wie beim Bruno-Pezzey-Gedenkturnier in Sölden, wo er offiziell als Coach des „Bruno-Pezzey-Allstar-Teams“ fungierte.
Jaras Abgang von Red Bull Salzburg war Verhandlungsgegenstand mehrerer gerichtlicher Prozesse. In einem Prozess hat das Landesgericht Salzburg im Oktober 2007 die Klage von Kurt Jara gegen den FC Red Bull Salzburg auf Widerruf und Unterlassung abgewiesen. Dietrich Mateschitz durfte dem Tiroler Fußballtrainer weiterhin „Ungereimtheiten bei Spielertransfers“ vorwerfen.
Das in der Folge von Mateschitz gegen Jara angestrengte Verfahren wurde im September 2009, nach monatelangen Erhebungen, von der Staatsanwaltschaft Salzburg eingestellt und Jara somit vom Vorwurf besagter Ungereimtheiten entlastet.
In einem anderen Prozess wies das Salzburger Arbeitsgericht im Februar 2008 die Entlassungsanfechtung von Jara ab; der nunmehr 59-Jährige hatte seine Kündigung mit dem Argument angefochten, für ihn würden als normaler Angestellter besondere Schutzbestimmungen nach dem Arbeitsverfassungsgesetz gelten. Gemäß Urteil jedoch bestehe diese zusätzliche Möglichkeit für eine Entlassungsanfechtung nicht, weil Jara nach Ansicht des Gerichts ein leitender Angestellter gewesen sei.